# Iput
Iput (ryska: Ипуть - Iput, vitryska: Іпуць - Iputs) är en 437 kilometer lång flod i provinserna Smolensk och Brjansk i Ryssland och Homels oblast i Vitryssland. Floden är biflod till Sozj. 
Floden fryser i november och förblir istäckt till månadsskiftet mars-april.